# Saint-Ouen-le-Houx

Saint-Ouen-le-Houx este o comună în departamentul Calvados, Franța. În 2009 avea o populație de 81 de locuitori.